# Andrew Baasaron
Andrew Baasaron (Paramaribo, 23 oktober 1973) is een Surinaams ondernemer en politicus. Hij leidt een technisch bedrijf met negentig voltijds werknemers en heeft opdrachtgevers in Suriname, Guyana en Curaçao. Hij was meer dan tien jaar bestuurslid van de politieke partij DOE. Tijdens de verkiezingen van 2025 was hij lijsttrekker van de gemeenschappelijke lijst van DOE, A20 en PRO; de lijst ging onder de naam A20 de verkiezingen in. Hij is sinds 2025 de minister van Economische Zaken.

## Biografie

### Opleiding
Andrew Baasaron studeerde van 1994 tot 1998 proces- en energietechniek aan de HZ University of Applied Sciences in Nederland. Van 1999 tot 2001 studeerde hij werktuigbouwkunde met als specialisatie thermische systemen aan de Oklahoma State University in de Verenigde Staten.

### Bedrijfsleven
In 2007 richtte hij AMPS Engineering op dat actief is in onder meer installatietechniek, elektriciteitsnetwerken, hydro-installaties, waterzuiveringsinstallaties en specialistische dronediensten. In 2024 leverde hij technische oplossingen om stroomuitval te voorkomen in buurland Guyana. Zijn bedrijf is verder actief in Curaçao. Begin 2025 zijn er negentig voltijds werknemers. Daarnaast is hij actief in het technisch onderwijs van NATIN, het Polytechnic College en de technische faculteit (FTeW) van de AdeKUS als docent, decaan en richtingscoördinator.
Hij was van 2009 tot 2023  lid van het hoofdbestuur van de politieke partij Democratie en Ontwikkeling in Eenheid (DOE). Tijdens de verkiezingen van 2020 was hij verkiesbaar op plaats 4 in Wanica, maar DOE verwierf toen geen zetels. Hijzelf behaalde toen 306 stemmen. Daarnaast is hij lid van het ontwikkelingsinstituut van DOE.
In november 2021 werd hij onderscheiden als Ridder in de Ereorde van de Gele Ster.

### Politiek
Tijdens de verkiezingen van 2025 was hij lijsttrekker van de gemeenschappelijke lijst op naam van A20.
Op 16 april 2025 trad hij aan als minister van Economische Zaken in het kabinet-Simons.